# Fanficció
La fanficció (de l'anglès fan fiction, a vegades abreujat como fanfic) és un gènere literari escrit per un admirador d'una sèrie de televisió, d'una pel·lícula, d'un videojoc o d'un llibre, i que es basa en línies argumentals o personatges de l'original. Aquestes narratives prenen el món ficcional de l'obra original, l'expandeixen o el condueixen en una nova direcció.
Se'n publiquen de forma massiva a Internet, entorn de comunitats de fans, i amb una intenció col·laborativa, d'homenatge o correcció de l'obra original i no comercial. Internet ha propiciat l'expansió d'un fenomen que va néixer els anys trenta del segle xx, entorn la comunitat d'aficionats a la ciència-ficció i la creació de fanzines, i que es va popularitzar entre els anys seixanta i setanta del mateix segle, gràcies a la sèrie televisiva Star Trek. Malgrat això, hi ha corrents que apunten que l'origen de la fanficció es podria ser anterior.
Aquestes creacions poden entrar en conflicte amb la llei de la propietat intel·lectual, ja que la majoria de les obres originals estan protegides per drets d'autor i els fans no disposen dels permisos necessaris per a la seva explotació.

## Història
Els orígens de la fanficció no estan definits de forma estricta. Seongs B. Thomas aquest fenomen hauria començat entre 1920-1930 amb les revistes de ciència-ficció, mentre que J. L. Bay situa l'inici amb la sèrie de televisió Star Trek. D'altra banda, certs consideren que el fenomen existeix des d'Homer.

### Antecedents
Abans que es comencessin a utilitzar les lleis dels drets d'autor, els autors no tenien cap drets sobre els seus personatges o històries i qualsevol podia escriure sobre ells. Va ser després de l'aparició d'aquestes lleis, vers la fi del segle xix, que la producció de les obres que partien d'altres ja existent es van començar a considerar obres derivades, que necessitaven de l'autorització del propietari dels drets de l'original per poder ser publicades.
Malgrat que la fanficció no existia com a tal abans del segle xx (ja que no hi havia protecció de drets d'autor que justifiquessin aquest terme), algunes corrents apunten que es podrien considerar fanficció les obres d'Homer, ja que es basen en la reinterpretació d'una tradició oral, o també les de Shakespeare, la majoria de les quals provenen de formes primitives de literatura, com les obres de Plutarc i Heròdot. Un altre cas significatiu és el de la seqüela no autoritzada de El Quixot, coneguda com El Quijote de Avellaneda i escrita per Alonso Fernández de Avellaneda, la identitat del qual no s'ha esbrinat.
Ja hi ha antecedents al mon anglosaxó amb les històries de Sherlock Holmes, al segle xix. Durant la publicació seriada de les aventures del detectiu, els fans de l'obra s'escrivien entre ells i amb el mateix autor, i fins i tot van pressionar perquè l'autor Arthur Conan Doyle tornés a la vida el personatge després d'haver-lo matat.

### Primeres etapes
Als Estats Units, el terme fan fiction es va començar a utilitzar el 1939 per la comunitat d'aficionats a la ciència-ficció, com una manera de diferenciar les històries de ciència-ficció d'amateurs a les dels professionals segons l'historiador Jack Speer. Aquesta definició va regnar durant les dècades de 1930-1960, fins l'arribada del fenomen Star Trek, que va convertir la fanficció en el fenomen que es coneix avui en dia com a tal.
La sèrie de televisió de Star Trek es va començar a emetre el 8 de setembre de 1966 i va atraure un gran nombre de dones aficionades de la ciència-ficció, que fins llavors havia estat un nínxol pràcticament masculí. Això es va traduir en una extensa producció de fanficció a les revistes d'aficionats, sobre tot del tipus slash (també coneguts com a yaoi pel terme japonès i que fan referència a les histories amb trames homoeròtiques entre homes), amb especial atenció a aquells protagonitzats pels personatges principals de la sèrie, el Capità Kirk i el senyor Spock.

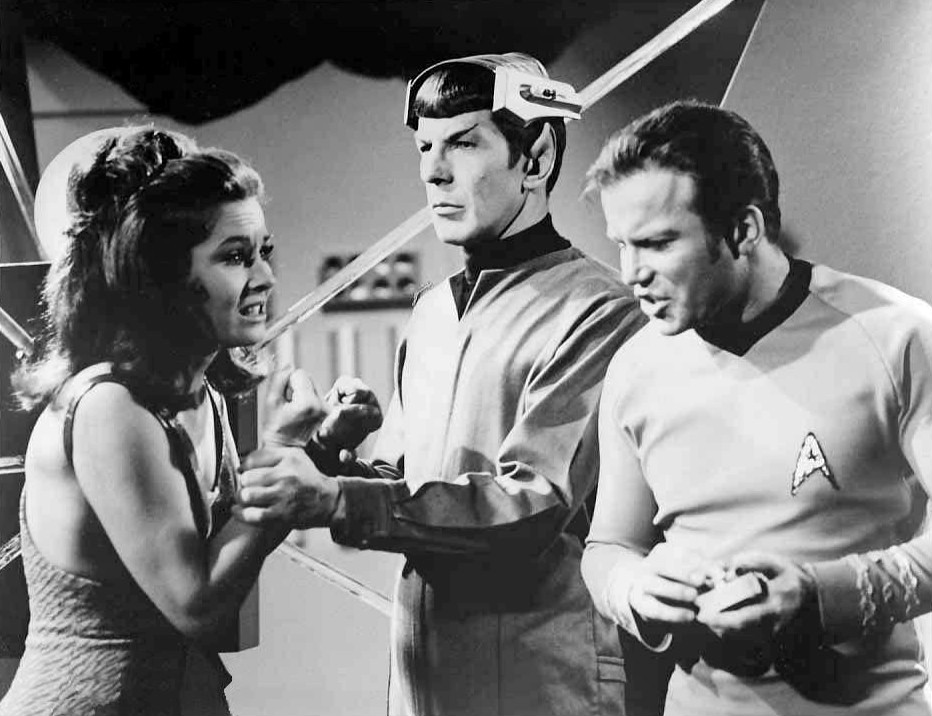
Fotograma de la sèrie de televisió Star Trek

Amb aquest tipus d'escriptura, les dones buscaven reflectir les seves preferències sexuals i de poder, ja que no estaven satisfetes amb la manera en què la ficció que consumien les representava i per això volien transformar-la per incloure-hi les seves pròpies perspectives.

### Aparició d'Internet
Amb l'aparició d'Internet els moviments d'aficionats van canviar, ja que les comunitats de fans van migrar del món físic (que es basava sobretot en fanzines, correspondència i fotocòpies, i trobades), a l'espai virtual, que fa possible una connexió mundial, instantània i sense fronteres. Les comunitats d'aficionats de Harry Potter i de l'anime en general van tenir un pes molt important en aquesta transformació.

### Conflictes amb els drets d'autor
La producció de fanficció es pot considerar com a la creació d'obres derivades o transformatives, que són les que s'obtenen en produir una obra a partir d'una obra anterior, el què fa part de la propietat intel·lectual del creador o titular de l'obra original. Entre aquests drets s'hi troben els drets d'autor, que li corresponen pel sol fet d'haver-la creat i li permeten autoritzar o no l'ús que es faci de la seva obra. Aquests drets tenen una duració determinada, que difereix d'un país a un altre. Passat aquest període, les obres entren al domini públic i es poden explotar sense cap autorització del titular.
En general, en el cas de fanficció, les obres encara no són de domini públic i, per tant, les creacions derivades infringeixen la llei de propietat intel·lectual perquè utilitzen una història i uns personatges que pertanyen a un altre autor, sense gaudir dels permisos necessaris.
Malgrat això, la protecció d'aquestes obres derivades depèn, en gran manera, del sistema legal del país en el que es creen. En general, els països que inclouen drets morals dins dels drets d'autor (com ara la Unió Europea) ofereixen una protecció menor al creador d'aquestes obres derivades si no disposa de l'autorització de l'autor original. En canvi, els països que no inclouen els drets morals, com ara els Estats Units o el Japó, ofereixen un ambient més permissiu pel desenvolupament d'obres transformatives i, fins i tot, poden permetre que l'autor de l'obra derivada n'obtingui un rendiment econòmic.
A l'estat espanyol, el dret de transformació s'inclou dins dels drets exclusius d'explotació de la propietat intel·lectual, que donen a l'autor o als titulars el dret d'autoritzar o no l'ús de la seva obra i la qualitat amb la que es difon. En cas que l'autor original autoritzi la creació d'una obra derivada, aquesta gaudirà del reconeixement d'obra original i el seu creador rebrà el dret de propietat intel·lectual sobre ella (de manera que la podrà explotar). En canvi, si l'obra derivada no està autoritzada per l'autor, aquesta no gaudirà de cap protecció pel que fa a la llei de propietat intel·lectual.
Per tal de protegir els drets dels creadors de fanficció, el 2007 es va crear l'Organització per a les obres transformatives (Organitazation for Transformative Works, OTW), una organització sense ànim de lucre de i per a fans amb l'objectiu de donar accés a, i a conservar la història de les obres i cultures dels fans, i també amb l'objectiu de lluitar pel reconeixement legal de les obres transformatives.

### Publicació legal d'obres derivades o transformatives
Malgrat la protecció de la propietat intel·lectual i els drets d'autor, existeixen algunes formes de publicació legal d'obres derivades o transformatives. Els drets exclusius d'explotació tenen alguns límits, en els quals no falt cap autorització de l'autor per publicar, com ara la paròdia, la crítica, l'ensenyança o la recerca. En aquest context, el fet que una fanficció infringeixi o no la propietat intel·lectual s'ha d'analitzar cas per cas.
D'altra banda, i degut a la naturalesa dels drets d'autor, que no protegeixen idees concretes sinó formes d'expressió, la protecció es pot eludir fent els canvis necessaris als noms dels personatges i a certs detalls de la trama. L'exemple més representatiu d'aquest fenomen és el de la novel·la 50 ombres d'en Grey, escrita per l'autora E. L. James, que originàriament era un fanfiction de la saga Crepuscle, de l'autora Stephenie Meyer, i que després dels canvis pertinents va ser publicada i ha venut més de cent milions de còpies.

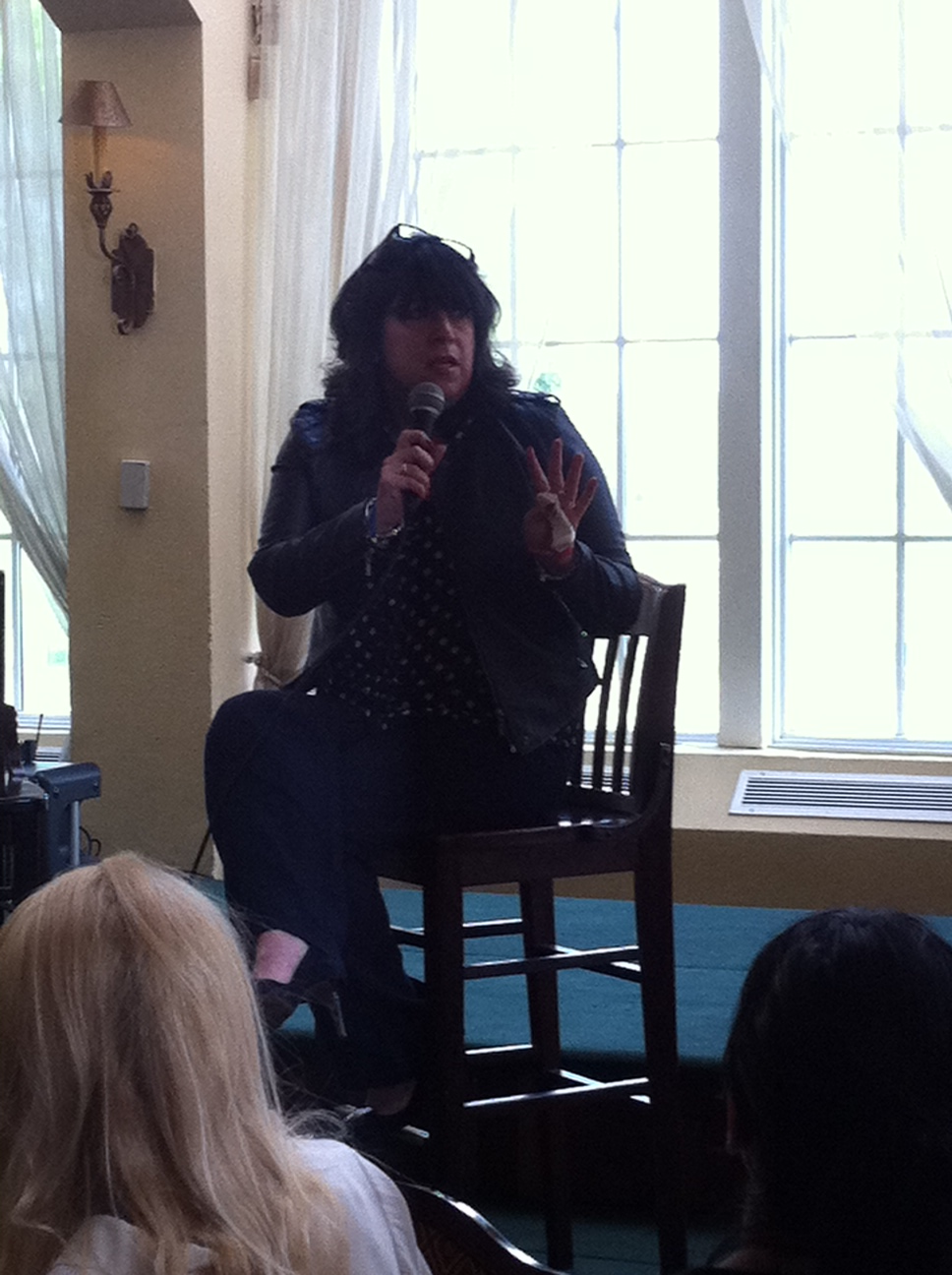
L'escriptora E. L. James, autora de Cinquanta ombres d'en Grey.

També en aquest sentit, s'ha de tenir en compte que els drets d'explotació tenen una caducitat i que, per tant, si s'utilitzen els personatges o una història que fa part del domini públic, no cal cap permís, sempre que es respecti l'autoria original.
En un intent de treure profit comercialment d'aquesta pràctica i fent ús de llicencies d'obra derivada, la companyia Amazon va llançar al mercat al 2013 Kindle Worlds, en el marc del seu servei d'autopublicació Kindle Publishing, i que permetia la comercialització de fanficció derivada d'obres incloses dins del seu catàleg de llicència, i sempre que es complissin les condiciones imposades per la plataforma. El producte es distribuïa en format electrònic i tant l'autor original com l'autor de l'obra derivada cobraven drets d'autor. El servei es va tancar el 2018.

### Límits de la fanficció
Arrel dels casos citats en l'anterior apartar, alguns estudiosos del món de la fanficció asseguren que només es poden considerar com a tal les obres derivades no regulades i no comercials, ja que és molt possible que aquestes obres comercials que entren dintre del circuit de la publicació tradicional no utilitzin les mateixes fórmules i estructures que utilitzen la fanficció no comercial desenvolupada en portals d'Internet, on les trames romàntiques o sexuals i les representacions de minories tenen un paper fonamental. D'altra banda, el fenomen de la fanficció està estretament lligat a l'entorn de les comunitutats d'aficionats i d'Internet, que és el que li atorga la seva essència: qualsevol amb un ordinador i una connexió a la xarxa pot escriure o llegir fanficció, sense restriccions. Això fomenta la creació d'unes comunitats que comparteixen una visió comuna del que esperen de la lectura, on tenen molta importància les etiquetes que classifiquen aquestes històries i el vocabulari comú que fan servir els fans per definir les trames.

## Portals i públic
Els principals portals de publicació de fanfiction son:

### Portals exclusius
- Fanfiction
- Archive of Our Own (AO3)
- Asianfanfics
- FicWad
- FictionPad
- MediaMiner

### Portals no exclusius
- Wattpad
- Tumblr
- Quotev
- Commaful
- DeviantArt
- LiveJournla

La fanficció és un fenomen majoritàriament femení, tan pel que fa a l'autoria com al consum. D'altra banda, la llengua predominant és l'anglès, tot i que se n'utilitzen moltes d'altres (Fanfiction.net conté obres en més de quaranta llengües).

Segons un estudi realitzat el 2013 a la plataforma Archive of Our Own, amb el nom de AO3 Census, i en el qual van participar 10.000 autors de fanficció, l'edat mitja dels lectors era de 25,1 anys i la franja d'edat mitja és de 22-24 anys. A més, destaca que la presència d'identitats de gènere no normatives (transgènere, gènere fluid, etc) és major que la de persones que s'identifiquen amb al gènere masculí. D'altra banda, pel que fa a l'orientació sexual, només el 29% s'identifiquen com a heterosexuals. El 76 % dels usuaris afirmaren ser blancs, mentre que el 24 % restant es reparteix en d'altres ètnies, entre les quals destaca l'asiàtica amb un 7 %.

### Fanficció com a eina de representació i exploració de la sexualitat i el gènere
En general, la fanficció s'oposa a les formes tradicionals del gènere presents en el canon de les històries originals i mostra personatges femenins forts. Part de la comunitat LGTBQ+ o que pertany a minories ètniques promouen la visibilitat d'aquest col·lectius a través de comunitats d'aficionats i de la fanficció. Aquests grups minoritaris escriuen les seves pròpies versions de les narratives més populars, fet que els permet corregir representacions negatives o estereotipades d'aquests col·lectius en la ficció del corrent principal. El seu objectiu no és només representar la pluralitat d'identitats, sinó denunciar la falta de diversitat dels protagonistes.
D'altra banda, dins del món de la fanficció hi té una importància rellevant la producció d'històries del tipus slash. Tot i que en un inici aquestes històries les escrivien dones heterosexuals i representaven només interaccions entre personatges masculins homosexuals, amb la intenció de representar les seves fantasies sexuals i de poder, a l'actualitat això ha anat canviant i s'han anat introduint una gran varietat de gèneres i orientacions sexuals, tan pel que fa a la representació com en els perfils dels creadors, i amb intencions que van més enllà de la fantasia sexual.
Malgrat aquesta diversificació, la fanficció slash creat i consumit per dones heterosexuals o bisexuals segueix sent el fenomen predominant, fet que ha permès que moltes dones creessin un espai segur on explorar les seves preferències sexuals. A més, també ha propiciat la creació de subgèneres com ara el femslash (histories que relaten relacions homoeròtiques entre dones) o el Real person fiction (RPF, que és un tipus d'escriptura que utilitza personatges reals o celebritats com a personatges d'una història). Tot i això, hi ha veus crítiques que apunten que la idealització i fetitxització de les relacions homosexuals a través de la fanficció per satisfer les fantasies de les persones heterosexuals pot conduir a perpetuar estereotips basats en estructures socials heteronormatives.